# Успенский, Александр Михайлович
Александр Михайлович Успенский (1859—1920) — русский оперный и камерный певец (тенор).

## Биография
Родился в Тамбове 9 (21) октября 1859 года в семье священника.
С 1879 года учился в Московской консерватории; в 1885—1891 годах преподавал в ней. В 1890—1891 годах совершенствовался за границей.
С 1890 года выступал на сцене Большого театра. С 1902 года принимал участие в концертах Кружка любителей русской музыки, в которых исполнял романсы М. Глинки, А. Даргомыжского, Ц. Кюи, Н. Римского-Корсакова, П. Чайковского.
С 1904 года преподавал в Московском музыкально-драматическом училище.
Среди учеников А. М. Успенского: Г. Васильев, В. Дамаев, В. Дерягина, Н. Озеров, О. Гарновская.
Скончался в Москве в январе 1920 года от сыпного тифа.

У Успенского по окраске звука голос был какой-то «чудной» … Но ни один другой голос из слышанных мною не подходил так к партиям Дьяка в «Ночи перед Рождеством», Мисаила в «Борисе Годунове», Бобыля в «Снегурочке» и т п. ролям. И вдруг я слушаю Успенского в роли Моцарта с Шаляпиным — Сальери, а затем в такой труднейшей партии, как Звездочет в «Золотом петушке», которая у него была сделана прекрасно и с музыкальной, и со сценической стороны и которая, конечно, явилась венцом его артистического творчества— Вакарин М. Театральные воспоминания // Советская музыка. — 1949. — № 4. — С. 65.

Что сказать о г. Успенском, имевшем большой успех в роли дьячка? И грим его, и исполнение, не ударяясь в карикатуру, были очень характерны; особенно комично было его пение — сначала «борзым гласом», потом «по фитам», все выше и выше, соответственно тому, как разыгрывались его аппетиты, поощряемые лукавыми улыбками диканьковской Цирцеи— Энгель Ю. Д. Глазами современника: Избранные статьи о русской музыке. 1898—1918. — М., 1971. — С 33.

## Театральные работы
- Таракан («Забава Путятишна»),
- Скарчиафико («Принцесса Грёза»),
- Педрило («Ледяной дом»),
- Фра Паоло («Анджело»)
- Гришка («Дубровский»),
- Дьяк («Ночь перед Рождеством»),
- Овлур («Князь Игорь»),
- Матута («Псковитянка»),
- Маршалок («Пан воевода»),
- Сопель («Садко»),
- Подьячий («Хованщина»),
- Винокур («Майская ночь»),
- Сакус («Нерон»),
- Шмидт («Вертер»),
- граф Суррей («Генрих VIII»)
- Ипас («Троянцы в Карфагене»)
- Хуан («Дон Кихот»).